# Nymphoides aquatica
Nymphoides aquatica là một loài thực vật có hoa trong họ Menyanthaceae. Loài này được (J.F. Gmel.) Kuntze mô tả khoa học đầu tiên năm 1891.